# Pierrefitte-ès-Bois
Pierrefitte-ès-Bois é uma comuna francesa na região administrativa do Centro, no departamento Loiret. Estende-se por uma área de 27 km². Em 2010 a comuna tinha 317 habitantes (densidade: 11,7 hab./km²).